# Le Massegros
Le Massegros (okzitanisch Lo Mas Sagran) ist eine ehemalige französische Gemeinde mit 400 Einwohnern (Stand: 1. Januar 2022) im Département Lozère in der Region Okzitanien. Die Einwohner werden Massegrains genannt.
Le Massegros wurde mit Wirkung vom 1. Januar 2017 mit den Gemeinden Les Vignes, Le Recoux, Saint-Georges-de-Lévéjac und Saint-Rome-de-Dolan zu einer Commune nouvelle mit dem Namen Massegros Causses Gorges zusammengeschlossen, wo sie seither über den Status einer Commune déléguée verfügt.

## Geografie
Le Massegros liegt etwa 75 Kilometer westnordwestlich von Alès in den Gorges du Tarn bzw. in den Causses de Sauveterre. Durch die Ortschaft führt die frühere Route nationale 595.

## Bevölkerungsentwicklung
| 1962                       | 1968 | 1975 | 1982 | 1990 | 1999 | 2006 | 2013 |
| -------------------------- | ---- | ---- | ---- | ---- | ---- | ---- | ---- |
| 226                        | 226  | 278  | 282  | 321  | 322  | 340  | 402  |
| Quellen: Cassini und INSEE |      |      |      |      |      |      |      |

## Sehenswürdigkeiten
- Kirche Saint-Martin
- Gutshof Le Massegros